# Шолинян, Людвик Камович
Людвик Шолинян (арм. Լյուդվիկ Շոլինյան; род. 20 января 1990, Алаверди, Армянская ССР, СССР) — украинский боец смешанных боевых искусств армянского происхождения, представитель легчайшей весовой категории. Выступает на профессиональном уровне начиная с 2016 года, известен по участию в турнирах бойцовских организаций Bellator, M-1 , LFA . А в 2021 году подписал контракт с крупнейшей организацией мира UFC.
Участник шоу The Ultimate Fighter 29 сезона. Он стал первым бойцом из Украины в истории этого проекта. В этом шоу он дошёл до полуфинала и получил бонус от Dana White за лучший бой сезона, действующий бойц UFC.
Также является бронзовым призёром Чемпионата Европы по смешанным единоборствам среди любителей, чемпионом Украины по ММА и победителем кубка Украины по вольной борьбе.

## Биография
Людвик Шолинян родился в армянской семье в городе Алаверди, Армянской ССР. В 3-х летнем возрасте Людвик и его семья переселилась в Украину, город Киев. С детства увлекался вольной борьбой. Выступал на различных соревнованиях, является неоднократным победителем первенства Украины по вольной борьбе и победителем Кубка Украины. Позже стал увлекаться боевым самбо и смешанными единоборствами. Его профессиональная карьера началась в 2016 году.
Людвик имеет высшее спортивное образование, окончил Национальный университет физического воспитания и спорта Украины. Служил в войсках Вооружённых сил Украины.

## Спортивная карьера
Дебютировал в смешанных единоборствах на профессиональном уровне в 2015 году на турнире PRO FC Ukraine, где единогласным решением судей одержал победу над Дмитрием Мищенко.
Следующий бой провёл в 2018 году в организации MMA PRO, где одержал победу над Давидом Овакимяном.
Третий бой в карьере провёл в организации M-1, свёл вничью с Александром Осетровым.
Далее одержал 3 победы подряд над Далером Яхиевым, Канибеком Бакиевым и Александром Моргуном.
После дебютировал в организации Bellator, где получил первое поражение в своей профессиональной карьере от бразильского бойца Сайдемара Онорио единогласным решением судей.
Далее выступал в таких организациях, как MMA PRO, LFA, GLADIATOR, Lightsout, дебютировал в США и одержал 4 победы подряд: над Никитой Буравчиком, Винсом Качеро, Дэвидом Эдуардо и Юма Хориучи.
Стал участником 29 сегодня бойцовского шоу The Ultimate Figher. Где дошёл до полуфинала и получил награду за лучший бой сезона.
В 2021 году подписал контракт с лучшей организацией мира UFC.

## Титулы и достижения

### Смешанные единоборства
- Чемпионат Европы по MMA
  - 2018 Бронзовый призёр чемпионата Европы по ММА
- Чемпионат Украины по MMA
  - 2018 Чемпион Украины по ММА

### Вольная борьба
- Первенство Украины по вольной борьбе
  - 2013 Победитель первенства Украины по вольной борьбе
  - 2014 Победитель первенства Украины по вольной борьбе
- Кубок Украины по вольной борьбе
  - 2015 Победитель Кубка Украины по вольной борьбе

### Самбо
- Кубок Украины по боевому самбо
  - 2015 Бронзовый призёр Кубка Украины по боевому самбо

## Статистика
| Боёв 13  | Побед 9 | Поражений 3 |
| -------- | ------- | ----------- |
| Нокаутом | 1       | 0           |
| Сдачей   | 3       | 0           |
| Решением | 5       | 3           |
| Ничьи    | 1       | 1           |

| Результат | Рекорд | Соперник          | Способ                      | Турнир                                       | Дата             | Раунд | Время | Место                                            | Примечание        |
| --------- | ------ | ----------------- | --------------------------- | -------------------------------------------- | ---------------- | ----- | ----- | ------------------------------------------------ | ----------------- |
| Поражение | 9-3-1  | Джонни Муньоз     | Единогласное решение        | UFC Fight Night: Родригес vs. Лемус          | 5 ноября 2022    | 3     | 5:00  | Лас-Вегас, Невада, США                           |                   |
| Поражение | 9-2-1  | Джек Шор          | Единогласное решение        | UFC Fight Night: Брансон vs. Тилл            | 4 сентября 2021  | 3     | 5:00  | Лас-Вегас, Невада, США                           | Дебют в UFC.      |
| Победа    | 9-1-1  | Юма Хориучи       | Раздельное решение          | LXF 4                                        | 15 ноября 2019   | 3     | 5:00  | Бербанк, Калифорния, США                         |                   |
| Победа    | 8-1-1  | Дэвид Эдуардо     | Технический нокаут (удары)  | Gladiator Challenge: MMA State Championships | 28 сентября 2019 | 2     | 1:19  | Сан-Джасинто, Калифорния, США                    |                   |
| Победа    | 7-1-1  | Винс Качеро       | Раздельное решение          | LFA 74: Вандераа vs. Феррейра                | 30 августа 2019  | 3     | 5:00  | Риверсайд, Калифорния, США                       |                   |
| Победа    | 6-1-1  | Никита Буравчик   | Удушающий приём (гильотина) | MMA Pro Ukraine: 19                          | 25 мая 2019      | 2     | 2:40  | Каменец-Подольский, Хмельницкая область, Украина |                   |
| Поражение | 5-1-1  | Сайдемар Онорио   | Единогласное решение        | Bellator 209: Питбуль vs. Санчез             | 15 ноября 2018   | 3     | 5:00  | Тель-Авив, Израиль                               | Дебют в Bellator. |
| Победа    | 5-0-1  | Александр Моргун  | Удушающий приём (гильотина) | MMAPU: Cup of Kiev 2018                      | 21 октября 2018  | 1     | 2:22  | Киев, Украина                                    |                   |
| Победа    | 4-0-1  | Каныбек Бакиев    | Единогласное решение        | GCFC MMA 2018                                | 17 августа 2018  | 3     | 5:00  | Киев, Украина                                    |                   |
| Победа    | 3-0-1  | Далер Яхьяев      | Удушающий приём (гильотина) | ProFC Ukraine: SPS 5                         | 27 июля 2018     | 2     | 2:20  | Киев, Украина                                    |                   |
| Ничья     | 2-0-1  | Александр Осетров | Решение большинства         | M-1 Challenge 92: Харитонов vs. Вязигин      | 24 мая 2018      | 3     | 5:00  | Санкт-Петербург, Россия                          |                   |
| Победа    | 2-0    | Давид Овакимян    | Единогласное решение        | MMA Pro Ukraine: Center Cup 2018             | 17 февраля 2018  | 2     | 5:00  | Киев, Украина                                    |                   |
| Победа    | 1-0    | Дмитрий Мищенко   | Единогласное решение        | ProFC Ukraine: SPS                           | 24 октября 2015  | 2     | 5:00  | Киев, Украина                                    |                   |